# Bazar Oš
Bazar Oš (kyrgyzsky Ош базары) je hlavním trhem v kyrgyzském hlavním městě Biškeku. Bazar se nachází na západě města v blízkosti centra a je druhým největším bazarem v Kyrgyzstánu.

## Nabídka
Nabídka v bazaru je velmi rozmanitá. Velkou část nabídky tvoří potraviny, zejména ovoce, zelenina, maso, včetně masa jaku a koní, které jsou typické pro Kyrgyzstán a koření. Kromě toho jsou nabízena typická kyrgyzská jídla, jako je manty, plněné knedlíky vařené na páře plněné masem nebo zelím, které se široce používají v turecké a středoasijské kuchyni, zde jsou nabízeny v malých stáncích s jídlem. Kromě jídla je zde nabízeno oblečení, obuv, suvenýry, knihy a nástroje. Značnou část nabídky tvoří zboží dovážené z Čínské lidové republiky. Bazar působí chaoticky, ve spleti uliček je těžká orientace a v bazaru neustále zní místní rozhlas. Je zde nutno si dávat pozor na osobní věci.

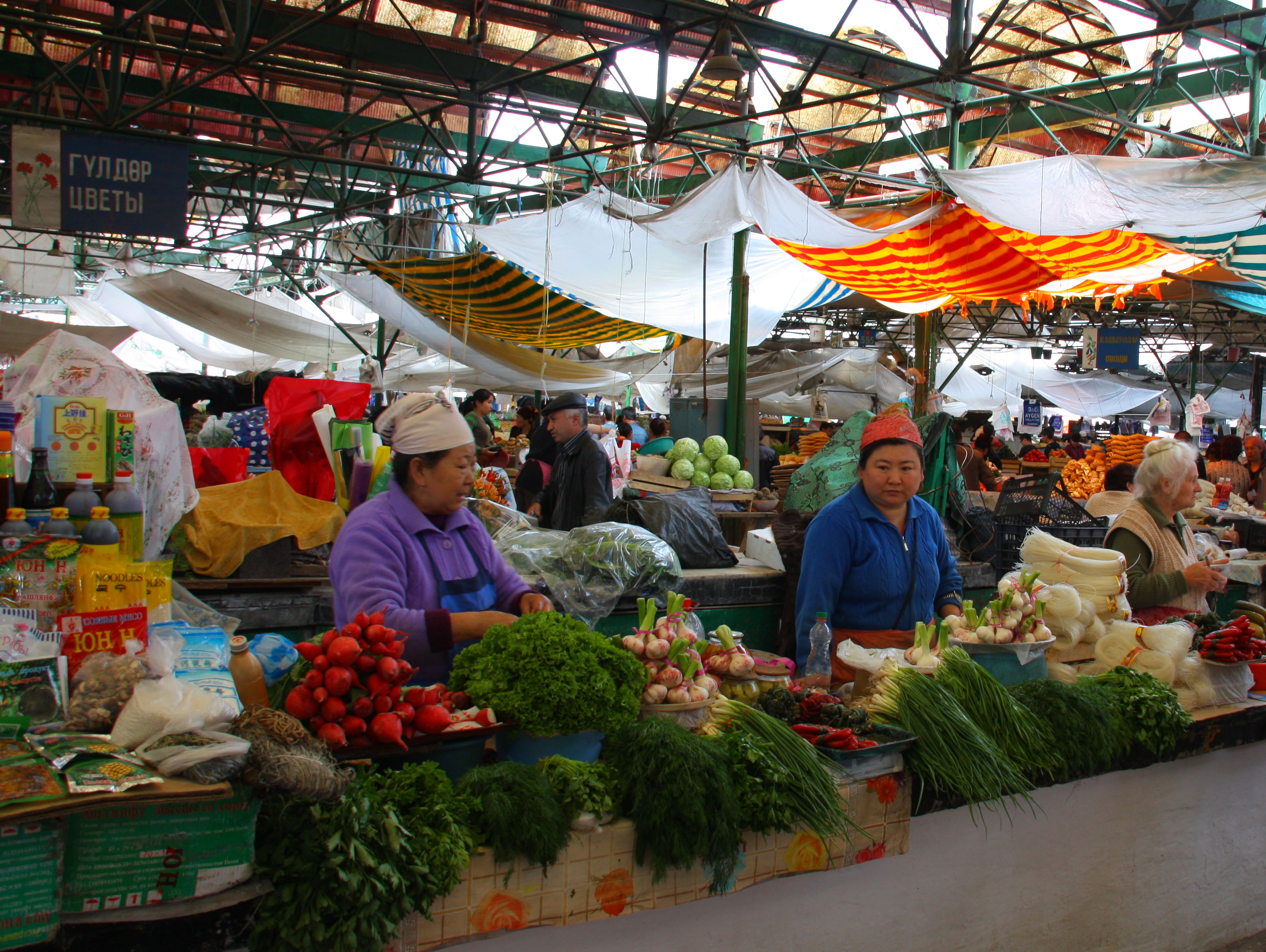
Zboží nabízené v bazaru Oš

## Požáry
V roce 2018 byl trh zasažen řadou požárů. V lednu 2018 požár zničil 3500 metrů čtverečních trhu. Jako důvod tohoto požáru byly identifikováno vadné elektrické vedení. 74 dotčeným majitelům bylo poskytnuto jednoroční zpoždění splácení jejich půjček jako náhrada za způsobenou škodu. V březnu vypukl další požár v bazaru Oš, tentokrát bylo dle úřadů bylo příčinou požáru žhářství. Třetí požár vypukl dne 13. dubna 2018. Požár vypukl v časných ranních hodinách a v bazaru poškodil plochu 5412 metrů čtverečních. Oheň zranil devět lidí, včetně sedmi hasičů. Kyrgyzské úřady se pokusily vyšetřit příčinu požáru. Znovu bylo uvedeno jako možný důvod požáru žhářství, ale také to mohlo být ignorování bezpečnostních předpisů. V důsledku obnoveného požáru protestovali obchodníci před Bílým domem v Biškeku a požadovali kompenzaci a místo pro stánky během rekonstrukce bazaru. Další protesty před kyrgyzským parlamentem vedly k rozhovorům s deseti zástupci protestujících s kyrgyzským premiérem Saparem Isakovem. Premiér slíbil co nejkratší době obnovení provozu bazaru.